# Hotel Rei David
L'Hotel Rei David (en hebreu: מלון דוד המלך) (transliterat: Malon David HaMelech) és un hotel de cinc estrelles, que es troba a Jerusalem, la capital d'Israel.
L'hotel fou inaugurat el 1931, l'hotel va ser construït amb pedra calcària rosa local tallada, i va ser fundat per Ezra Mosseri, un ric banquer jueu egipci. L'hotel està situat al carrer Rei David al centre de Jerusalem, amb vistes a la Ciutat Vella de Jerusalem i al Mont Sió. L'hotel ha tingut un paper important en la història jueva de Jerusalem, en la lluita per assolir un estat propi, durant la Guerra de la Independència d'Israel, la divisió de Jerusalem, i la reunificació, fins als nostres dies. Entre altres coses, l'hotel va ser conegut per ser l'escenari d'un atemptat amb bomba el 1946, i per ser la seu freqüent de caps d'Estat, dignataris i altres personalitats durant llur visita a Jerusalem. L'hotel és propietat del grup d'hotels Dan.